# Adolphe de Puibusque
Adolphe de Puibusque ((París, 7 de març, 1801 - idem. 31 de maig, 1863), literat, escriptor i hispanista francès.
Va seguir la carrera d'advocat, i va ser subprefecte durant un temps quan la Restauració. Després es va dedicar a la literatura i va deixar diverses obres entre elles: La mort de Léonard de Vinci (París, 1824), poema; Le naufrage de Camoens (París, 1828), Dictionnaire municipal (París, 1838), Histoire comparée des littératures espagnole et française (París, 1839), etc...
Les dues primeres produccions li foren premiades, la primera en la Acadèmia de Cambrai y la segona en uns jocs florals; també la seva Histoire comparée aconseguí el premi de la Acadèmia Francesa.
En col·laboració amb Constant Leber anotá el Code Municipal (París, 1839). Finalment, Puibusque traduí del castellà al francès l'obra El Conde Lucanor, la qual és una de les primeres obres escrites en llengua castellana.